# チャーム (量子数)
チャーム (charm) Cは、粒子の性質を表すフレーバー量子数である。存在するとしたら魅力的だということから名付けられた。チャームは、粒子を構成するチャームクォーク (c) の数と反チャームクォーク (c) の数の差として定義される:
{\displaystyle C=n_{\text{c}}-n_{\mathrm {\overline {c}} }.\ }
慣習として、フレーバー量子数の符号は対応するフレーバーのクォークが持つ電荷の符号と一致する。電荷 (Q = +2⁄3) を持つチャームクォークの場合は、チャーム (C = +1) を持つ。反チャームクォークは、反対の電荷 (Q = −2⁄3)、およびフレーバー量子数 (C = −1) を持つ。
全てのフレーバーに関係する量子数と同様に、チャームは強い相互作用および電磁相互作用において保存するが、弱い相互作用の下では保存しない（CKM行列を参照）。クォーク一つだけの崩壊を含む一次の弱い崩壊では、チャームは1 (|C| = ±1) だけ変化する。一次過程は（二つのクォークの反応を含む）二次過程よりも一般的であるので、これは弱い崩壊の近似的な"選択則"として用いることができる。